# جاون لانداو
جاون لانداو (انگلیسی: Jon Landau؛ زادهٔ ۱۴ مهٔ ۱۹۴۷) یک تهیه‌کننده موسیقی، و قاضی اهل ایالات متحده آمریکا است. 